# ألان روزنبرغ
ألان روزنبرغ (بالإنجليزية: Alan Rosenberg)‏ هو نقابي وسياسي وممثل أمريكي، ولد في 4 أكتوبر 1950 في الولايات المتحدة.

## أعمال

### أفلام
- (1988) الإغراء الأخير للسيد المسيح
- (2008) القتل المبرر[5]

### مسلسلات
- التحقيق في موقع الجريمة

## وصلات خارجية
- ألان روزنبرغ على موقع IMDb (الإنجليزية)
- ألان روزنبرغ على موقع ألو سيني (الفرنسية)
- ألان روزنبرغ على موقع ميوزك برينز (الإنجليزية)
- ألان روزنبرغ على موقع أول موفي (الإنجليزية)
- ألان روزنبرغ على موقع قاعدة بيانات برودواي على الإنترنت (الإنجليزية)
- ألان روزنبرغ على موقع قاعدة بيانات الأفلام السويدية (السويدية)
- ألان روزنبرغ على موقع إن إن دي بي (الإنجليزية)
- ألان روزنبرغ على موقع قاعدة بيانات الفيلم (الإنجليزية)
- ألان روزنبرغ على موقع كينوبويسك (الروسية)
- ألان روزنبرغ على موقع كينوبويسك (الروسية)